# Georg Rollenhagen

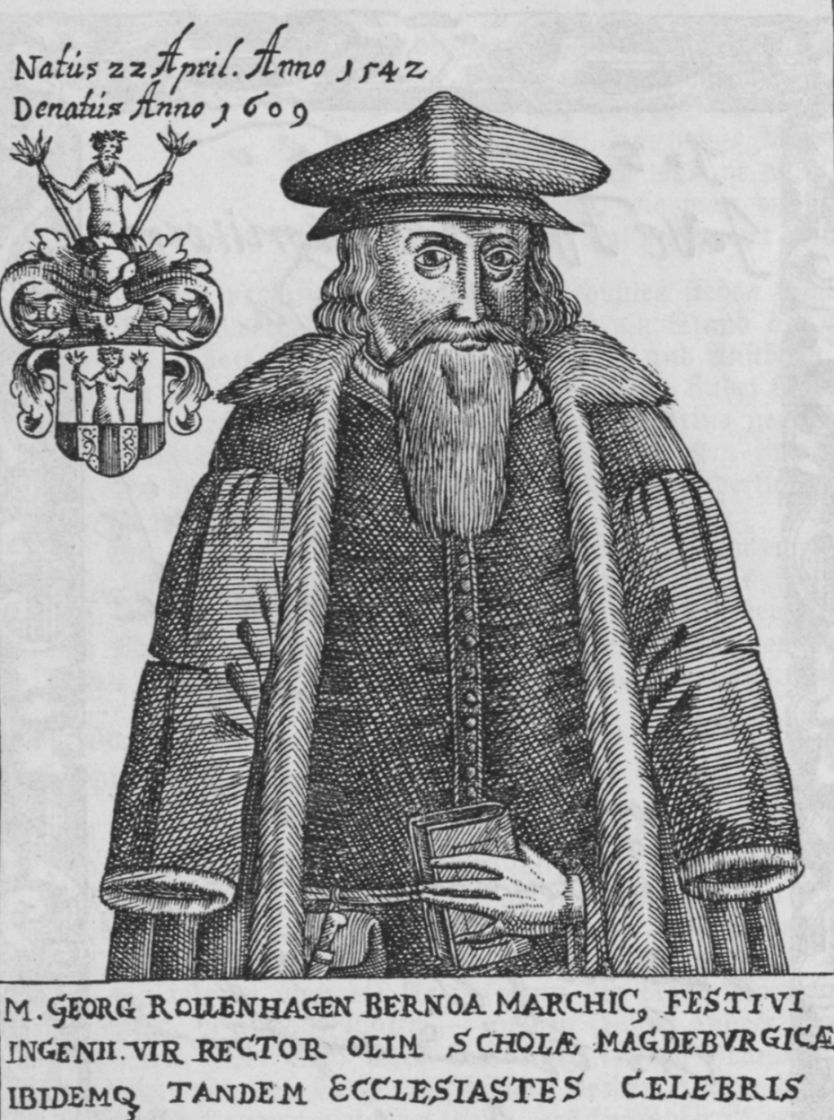
Georg Rollenhagen (aus: Seidel, Icones Et Elogia Virorum Aliquot Praestantium, 1671)

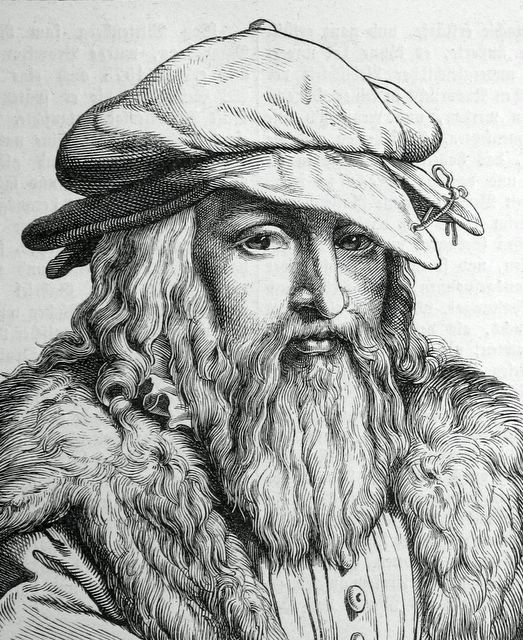
Georg Rollenhagen

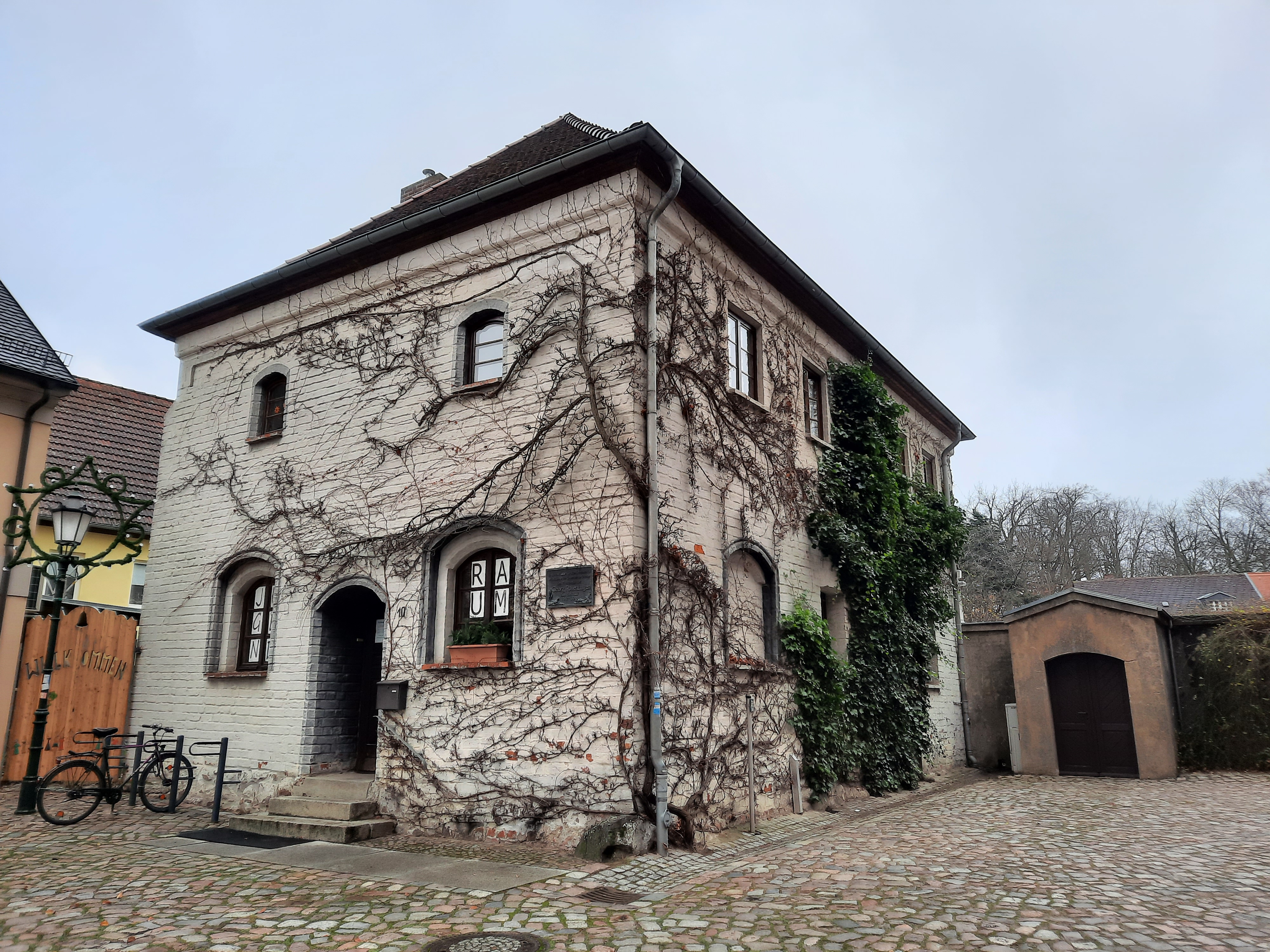
Alte Lateinschule Bernau, hier erhielt Rollenhagen den ersten Unterricht

Georg Rollenhagen (* 22. April 1542 in Bernau bei Berlin; † 20. Mai 1609 in Magdeburg) war ein deutscher Schriftsteller, Dramatiker, Pädagoge und Prediger.

## Leben
Georg Rollenhagen wurde als Sohn des Tuchmachers, Bierbrauers und Landwirts Gregor Rollenhagen und dessen Frau Euphemia geborene Immen am 22. April 1542 in Bernau geboren. Nach dem Tod des Vaters 1543 nahm Großvater Johann Immen seinen Enkel Georg zu sich und adoptierte ihn. Als Kind war er an Pocken und Pest erkrankt. Bis 1556 besuchte Georg die Lateinschule in Bernau,  danach von 1558 bis 1560 das Gymnasium in Prenzlau und Magdeburg. 1560 immatrikulierte er sich in Wittenberg, wo er 1567 zum Magister der Philosophie promovierte. Anschließend war er an der Magdeburger Stadtschule tätig. Ab 1575 war er Rektor der Schule, die er zu überregionaler Bedeutung führte. Von 1573 bis 1609 hatte Georg Rollenhagen auch das Amt des Predigers an der Sankt-Sebastian-Kirche in Magdeburg inne. 1583 wurde sein Sohn, der nicht weniger berühmte Dichter und Emblematiker Gabriel Rollenhagen geboren.
Von seiner unmittelbaren Umgebung beinahe unbemerkt, entwickelte sich Georg Rollenhagen zu einem bedeutenden Schriftsteller und Schuldramatiker seiner Zeit. Unter dem Pseudonym Marcus Hüpfinsholz von Meusebach veröffentlichte er mehrere Werke. Das bekannteste ist der 1595 erschienene Froschmeuseler. In diesem bürgerlich-lehrhaften Werk veranschaulicht er das Zeitalter der Reformation in Form einer epischen Tierdichtung, worin Luther als der Frosch „Elbmarx“ erscheint. Der Froschmeuseler wendet sich satirisch gegen den Krieg und unterstützt eine bürgerliche Ethik.
Georg Rollenhagens Grab befand sich in der Magdeburger Sankt-Ulrich-Kirche. Die Stadt Magdeburg benannte ihm zu Ehren eine Straße, ebenso wie seine Geburtsstadt Bernau. Auch in München Waldperlach trägt eine Straße seinen Namen. An der Alten Lateinschule in Bernau erinnert eine Gedenktafel an Rollenhagen.
An der Ratsschulglocke von 1578, die sich heute im Kulturhistorischen Museum Magdeburg befindet, ist sein Name inschriftlich erwähnt.

## Werke (Auswahl)
- Abraham, 1569
- Tobias, 1576
- Vom reichen Mann und armen Lazaro, 1590
- Der post Reutter bin ich genandt, 1590
- Froschmeuseler, 1595 (Digitalisate: Ausgabe von Gustav Schwab, Tübingen 1819; Bearbeitung von Friedrich Seidel, Langensalza 1861)